# ゴドフリー・ブラウン
ゴドフリー・ブラウン (Arthur Godfrey Kilner Brown、1915年2月21日 - 1995年2月4日)は、イギリスの陸上競技選手。1936年ベルリンオリンピックの金メダリストである。

## 経歴
イギリス植民地下のインドのベンガル地方のバンクラ出身。100mから800mまで非常に才能あふれた選手であり、英国AAA選手権で1936年、1938年の440yd及び1939年の880ydを制している。
1936年ベルリンオリンピックでは、400mに出場。惜しくもアメリカのアーチー・ウィリアムズに敗れたが銀メダルを獲得。しかし、4×400mリレーでは、イギリスチームのアンカーを務め、アメリカを下し金メダルを獲得した。
1937年、国際学生競技大会に出場し、400mと4×100mリレー、4×400mリレーに3種目で金メダルを獲得。翌年の1938年のヨーロッパ選手権では400mで金メダル。4×400mリレーで銀メダル。4×100mリレーで銅メダルを獲得。
姉のオードリー・ブラウンも1936年ベルリンオリンピックに出場。4×100mリレーで銀メダルを獲得している。